# Garnisons Kirkegård

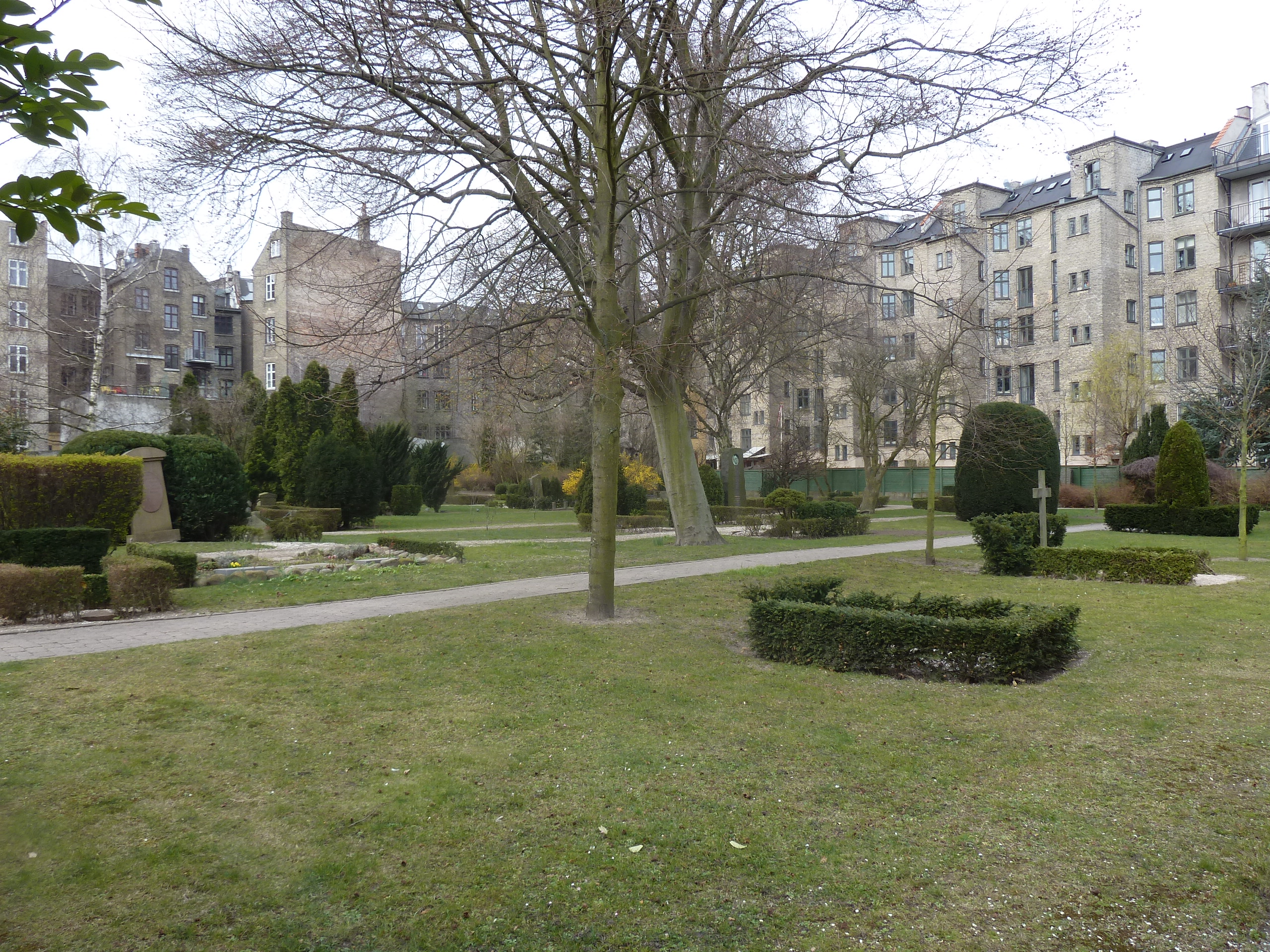
Garnisons Kirkegård.

Garnisons Kirkegård eller Soldaterkirkegården är en begravningsplats i vid Dag Hammerskjölds Allé i Köpenhamn. Kyrkogården ligger utanför sin socken, Garnisons Sogn.